# Volby do Zastupitelstva města Brna 1994
Volby do zastupitelstva města Brna v roce 1994 proběhly  v rámci obecních voleb v pátek 18. a v sobotu 19. listopadu. Brno mělo pouze jeden volební obvod, zvoleno bylo celkem 55 zastupitelů. Volilo 166 311 voličů, což představuje volební účast 57,68 % oprávněných voličů. 

## Výsledky hlasování
| Volební strana                                                | Počet hlasů | Hlasy v % | Mandáty | Bilance |
| ------------------------------------------------------------- | ----------- | --------- | ------- | ------- |
| Křesťanská a demokratická unie - Československá strana lidová | 762 002     | 8,97      | 5       | ▲ +5    |
| Liberální strana národně sociální                             | 133 164     | 1,57      | 1       | ▼ -1    |
| Strana zelených                                               | 191 085     | 2,25      | 1       | ▼ -2    |
| Česká strana sociálně demokratická                            | 815 717     | 9,61      | 5       | ▲ +5    |
| Občanská demokratická aliance                                 | 1 058 711   | 12,47     | 7       | ▲ +7    |
| Strana demokratické levice                                    | 77 049      | 0,91      | 0       | -       |
| Moravská národní strana                                       | 280 576     | 3,30      | 2       | ▲ +2    |
| Komunistická strana Čech a Moravy                             | 1 012 101   | 11,92     | 7       | ▲ +1    |
| Svobodní demokraté (OH)                                       | 187 692     | 2,21      | 1       | ▲ +1    |
| Občanská demokratická strana                                  | 2 121 911   | 24,99     | 14      | ▲ +14   |
| Strana podnikatelů, živnostníků a rolníků ČR                  | 132 485     | 1,56      | 1       | ▲ +1    |
| Republikánská strana                                          | 14 615      | 0,17      | 0       | ▼ -2    |
| Demokratická unie                                             | 284 602     | 3,35      | 2       | ▲ +2    |
| Hnutí samosprávné Moravy a Slezska                            | 369 835     | 4,36      | 2       | ▼ -17   |
| Koalice SPR-RSČ, SDČR                                         | 401 755     | 4,73      | 3       | ▲ +3    |
| Koalice KDS, KAN                                              | 137 118     | 1,61      | 1       | ▼ -2    |
| Sdružení DŽJ, NK                                              | 287 061     | 3,38      | 2       | ▲ +2    |
| Sdružení ČMSS, NK                                             | 224 054     | 2,64      | 1       | ▲ +1    |
| celkem                                                        | 8 491 533   | 100       | 55      | ▬ ±0    |